# Dregea lanceolata
Dregea lanceolata là một loài thực vật có hoa trong họ La bố ma. Loài này được (Cooke) Santapau & Wagh mô tả khoa học đầu tiên năm 1964.